# سیارک ۱۲۶۱۶
سیارک ۱۲۶۱۶ (به انگلیسی: 12616 Lochner، نامگذاری:4874P-L) دوازده هزار و ششصد و شانزدهمین سیارک کشف شده‌است که در ۲۶ سپتامبر ۱۹۶۰ کشف شد.